# Schwabacher

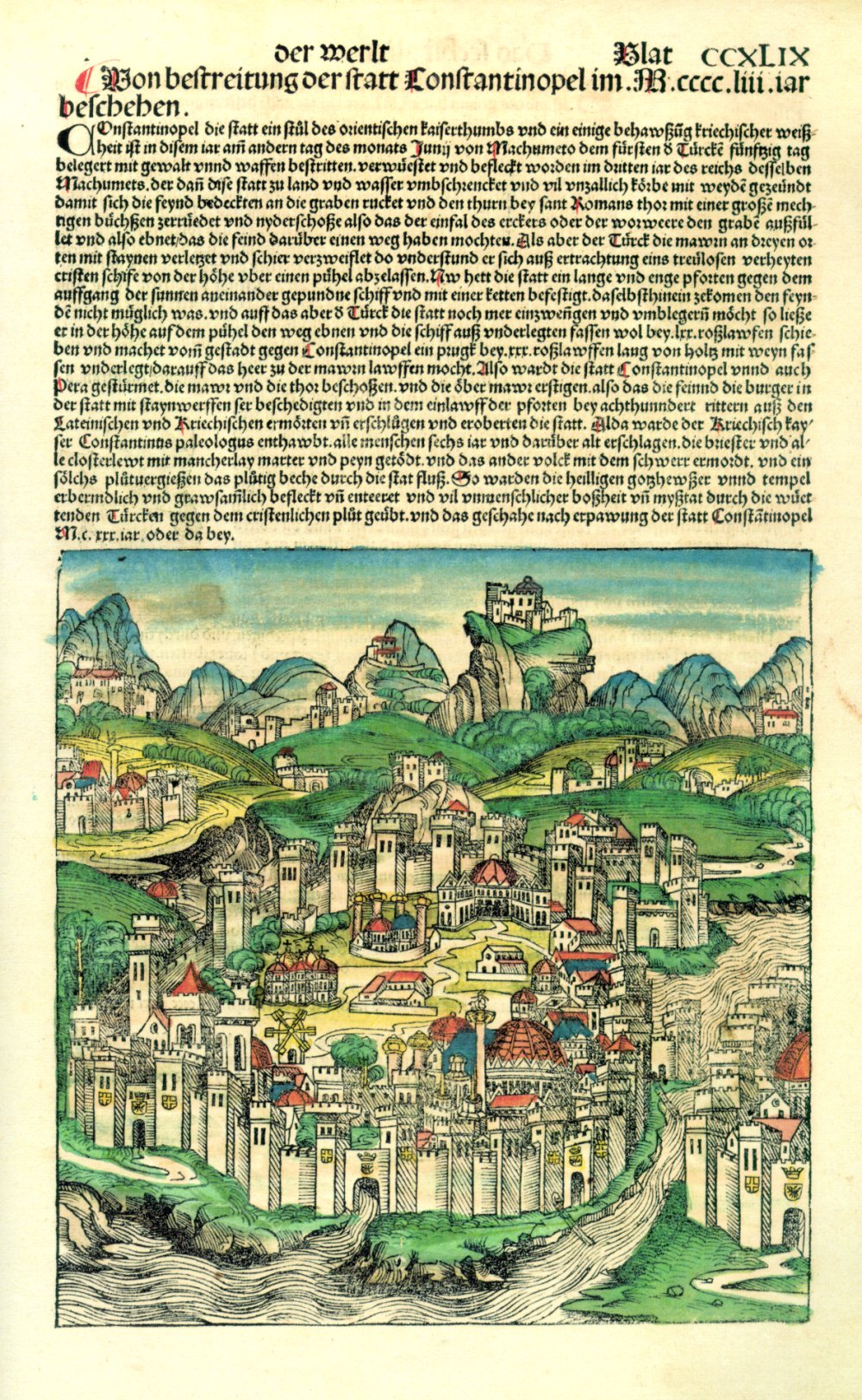
Schedelsche Weltchronik von 1493.

Die Schwabacher, auch Schwabacher Schrift oder Alte Schwabacher Schrift, ist eine Schrift aus der Gruppe der gebrochenen Schriften. Sie entstand im 15. Jahrhundert und ist offener und breitlaufender als die gotische Textura. Die Schwabacher war etwa von 1480 bis 1530 die vorherrschende Schrift für deutschsprachige Drucke. Sie wurde dann von der Fraktur weitgehend verdrängt, blieb aber bis ins 20. Jahrhundert populär.

## Name
Die Herkunft des Namens „Schwabacher“ ist umstritten. Zur Entstehungszeit gab es im fränkischen Schwabach keine Druckerei. Es ist auch kein Schriftschneider dieses Namens bekannt. Vermutlich ist der Name auf die vom Konvent zu Schwabach 1529 beschlossenen Schwabacher Artikel zurückzuführen, die 1530 Eingang in die Confessio Augustana der Protestanten fanden. „Schwabacher“ wäre also eine Verkürzung für „Schrift der Schwabacher Artikel“.

## Verwendung

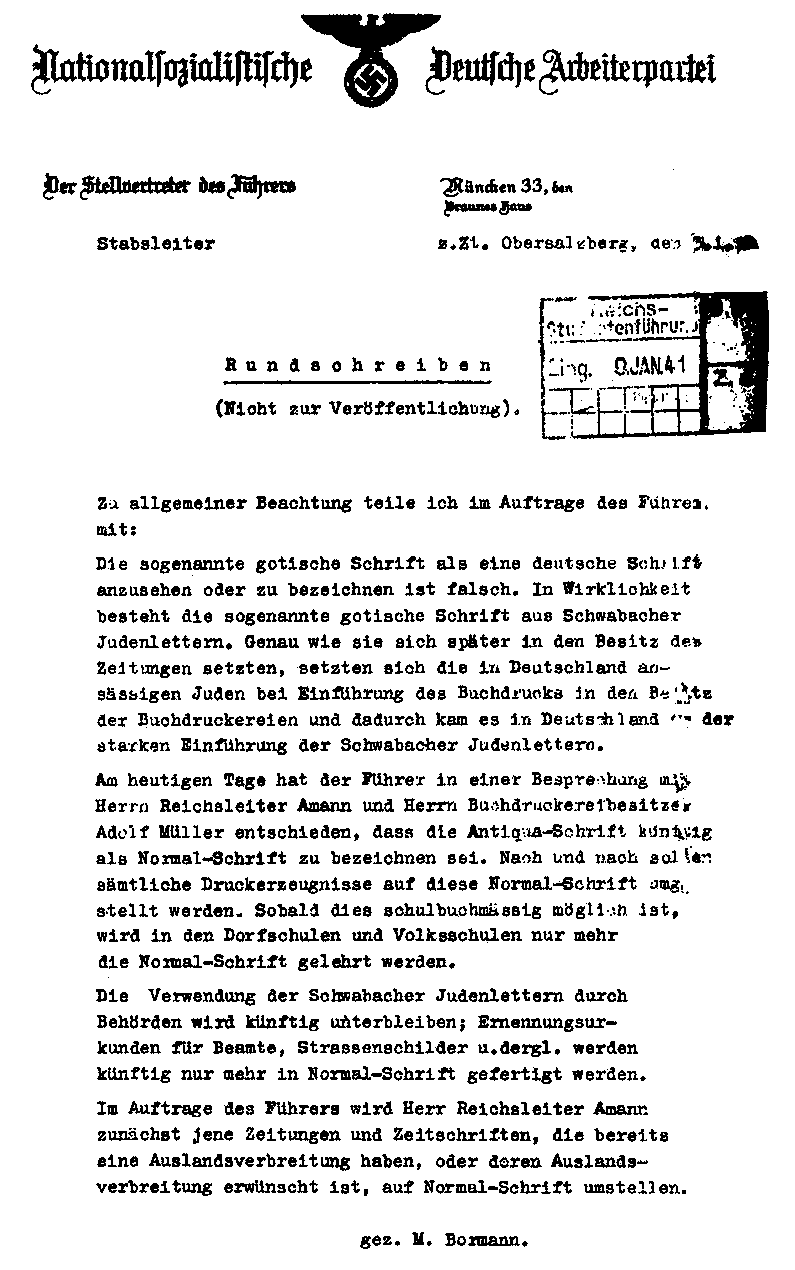
Normalschrifterlass Martin Bormanns vom 3. Januar 1941, der die gotische Schrift als Schwabacher Judenlettern bezeichnet.

Die Schwabacher Schrift wurde vermutlich zuerst von Johann Bämler in einem Augsburger Wiegendruck vom Jahre 1472 verwendet. Seit 1485 wurde sie in Nürnberg benutzt. Anton Koberger benutzte sie dort um das Jahr 1490 für die Schedelsche Weltchronik und Albrecht Dürer 1498 für die Dürersche Apokalypse.
Während die lateinischen Gutenberg-Bibeln in der traditionellen Textura gesetzt waren, wurden für viele Ausgaben der Lutherbibel (1522) und auch deren Nachdrucke die Schwabacher verwendet, so dass diese Schrift im deutschsprachigen Raum über Jahrhunderte vertraut war.
Ab der Mitte des 16. Jahrhunderts wurden deutschsprachige Texte hauptsächlich in Fraktur gedruckt. In Frakturtexten wurde die Schwabacher bis ins 20. Jahrhundert gerne zur Schriftauszeichnung verwendet. Diese Form der Auszeichnung war derart gebräuchlich, dass selbst das Hervorheben in der Handschrift (etwa durch Unterstreichen) mit dem Verb „schwabachern“ belegt wurde.

1941 verboten die Nationalsozialisten die Verwendung gebrochener Schriften durch Behörden und im Schulunterricht. Die Schwabacher Schrift und andere in Deutschland häufig verwandte gebrochene Schriften wurden im Normalschrifterlass als „Schwabacher Judenlettern“ bezeichnet. Aus der Entwicklungsgeschichte der Schwabacher Schrift lässt sich diese Bezeichnung nicht erklären; vielmehr dürfte während des nationalsozialistischen Eroberungskrieges die internationale Verwendbarkeit der nunmehr angeordneten Antiqua eines der Motive dieser Entscheidung gewesen sein. In der Stadt Schwabach selbst rief diese Bezeichnung Unverständnis hervor.

## Merkmale

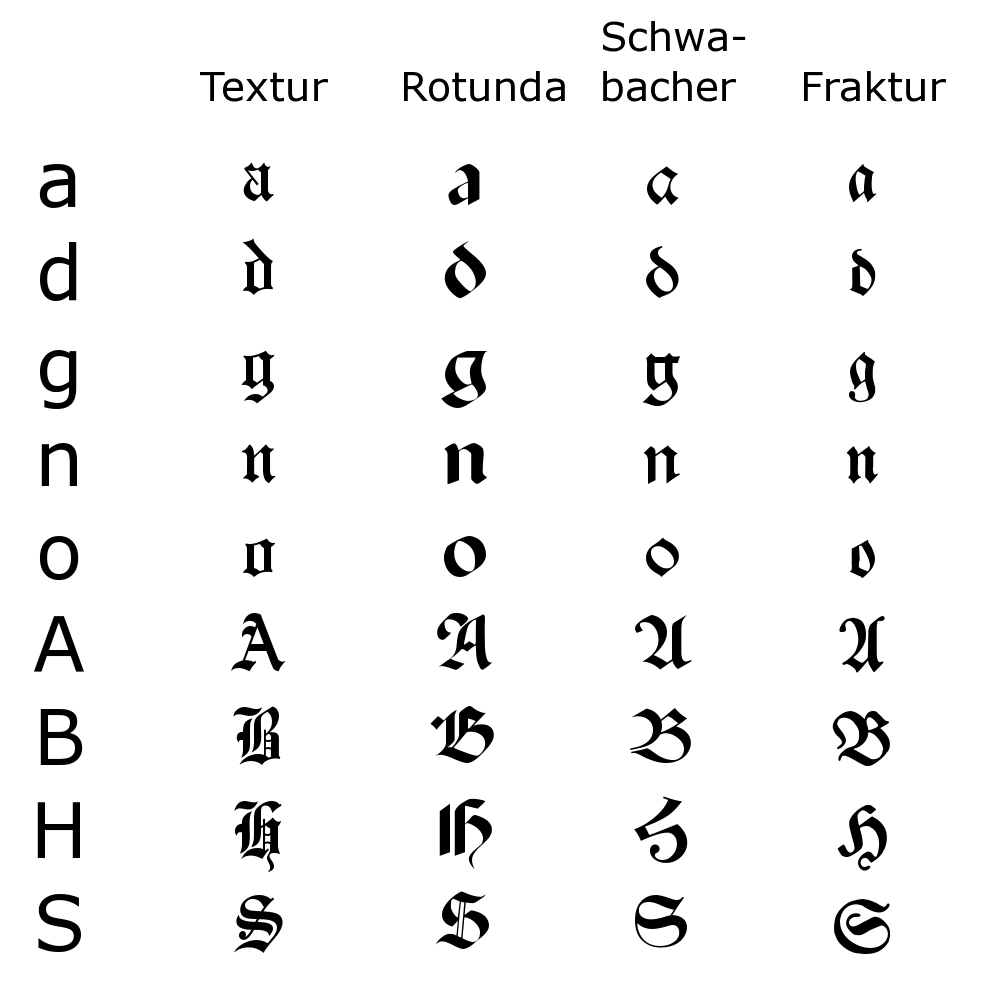
Die Schwabacher im Vergleich zu anderen gebrochenen Schriften

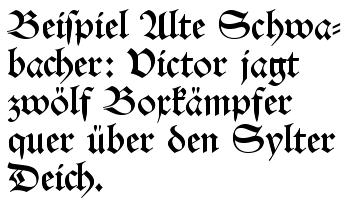
Pangramm

Die Schwabacher zeichnet sich durch eine im Vergleich zur Fraktur oder Textura starke Rundung (Formen) der Buchstaben aus. So ist das kleine o beidseitig rund, während es in der Textura beidseitig eckig und in der Fraktur halb rund und halb eckig ist. Weitere typische Buchstaben sind das oben gekreuzte kleine g und das große H. Aber auch bei ihr wechseln sich Rundungen mit scharfen Kanten ab, so dass sie zu Recht zu den gebrochenen Schriften gezählt wird.